# Níger nos Jogos Olímpicos de Verão da Juventude de 2010
O Níger participou dos Jogos Olímpicos de Verão da Juventude de 2010 em Singapura. Sua delegação foi composta de dois atletas que competiram em duas modalidades.

## Natação
| Evento               | Atleta                  | Qualificação    | Qualificação | Semifinais  | Semifinais  | Final       | Final       |
| Evento               | Atleta                  | Resultado       | Posição      | Resultado   | Posição     | Resultado   | Posição     |
| -------------------- | ----------------------- | --------------- | ------------ | ----------- | ----------- | ----------- | ----------- |
| 50 m peito feminino  | Maimouna Boubacar Badie | Desclassificada | -- (-- q1)   | Não avançou | Não avançou | Não avançou | Não avançou |
| 100 m peito feminino | Maimouna Boubacar Badie | Não largou      | -- (-- q1)   | Não avançou | Não avançou | Não avançou | Não avançou |

## Esgrima
| Atleta                 | Evento                     | Qualificação | Qualificação | Oitavas-de-final        | Quartas-de-final   | Semifinais         | Final              | Pos. final |
| Atleta                 | Evento                     | Oponente Resultado | Pos.         | Oponente Resultado      | Oponente Resultado | Oponente Resultado | Oponente Resultado | Pos. final |
| ---------------------- | -------------------------- | --- | ------------ | ----------------------- | ------------------ | ------------------ | ------------------ | ---------- |
| Djibrilla Issaka Kondo | Sabre individual masculino | GER Richard Hubers D 0-5 FRA Arthur Zatko D 2-5 ROU Dragos Sirbu D 0-5 BLR Mikhail Akula D 0-5 HKG Jackson Wang D 0-5 EGY Ziad Elsissy D 1-5 | 13º          | FRA Arthur Zatko D 4-15 | Não avançou        | Não avançou        | Não avançou        | 13º        |